# Grupo PDM
PDM - Projeto Desenvolvimento Manutenção é um grupo empresarial formado em 2008, em Portugal, embora a primeira empresa do grupo (PDMFC) tenha sido constituída em 1993.
Com uma forte presença em mercados de Tecnologias de Informação e Comunicações (TIC) e Tecnologias de Informação (TI) aplicadas a sistemas computacionais, atualmente, é constituído por cerca de 19 subsidiárias (a nível nacional e internacional), que atuam em diversas áreas e apresentam distintas competências, por forma a garantir sinergias em termos de know-how qualificado e recursos tecnológicos.

## Internacionalização
A nível internacional, o Grupo PDM está presente em países como: Brasil, Moçambique, Canadá, Grécia, Noruega, Reino Unido, Espanha, Angola.

## Cronologia
- 1993 - A PDMFC - Projeto Desenvolvimento Manutenção Formação e Consultadoria, S.A. - chamada    "empresa-mãe" do Grupo PDM, é constituída;

- 2001 – A PDMFC oficializa o início das operações em Portugal;

- 2005 - A Go4Mobility integra o grupo (informal) PDM e destaca-se por ser um provider, de excelência, de soluções para a mobilidade e um facilitador de soluções de pagamentos móveis;

- 2006 - Cria-se a Almansur, empresa especializada na área de jogos estratégicos;

- 2006 - O grupo (informal) PDM cria, pela primeira vez, um projeto de Investigação e Desenvolvimento na União Europeia;

- 2006 - A iCreate (Consulting), marca da empresa Key knowledge People, SA., que trabalha na área de Consultadoria de RH em tecnologias de informação, integra o grupo (informal) PDM;

- 2007 – Cria-se a empresa Envispot, focada na tecnologia de sensores;

- 2008 – Surge, formalmente, o Grupo PDM, composto por várias empresas, presentes nas mais diversas áreas de atividade, sendo a PDMFC a "empresa-mãe";

- 2009 - O Grupo PDM coordena, pela primeira vez, um projeto de Investigação e Desenvolvimento da União Europeia;

- 2010 – É iniciado o processo de internacionalização, no intuito de expandir a PDMFC e conquistar novos mercados e clientes;

- 2013 - A Go4Digital (atualmente, DUNK agency), uma agência digital full-service, focada em Estratégia, Conteúdo, Performance, Design e Desenvolvimento, passa a fazer parte do Grupo PDM;

- 2013 - Parceria com a Apps4Mobility, empresa que direciona a sua atividade para o desenvolvimento de produtos web e mobile nas áreas de Desenvolvimento e Design, com foco no mobile;

- 2013 - Parceria com a Beyond Vision, que tem como objetivo centrar-se no desenvolvimento de produtos, funcionando como um laboratório de investigação;

- 2014 - A Go4Communications junta-se ao Grupo PDM. Esta empresa conta com vários anos de experiência na área das telecomunicações e oferece soluções móveis, fixas e de dados. Foi considerada, pela Vodafone, o agente empresarial com mais crescimento em 2015 e 2016;

- 2014 – Parceria com a IBM, permitindo à PDMFC oferecer soluções mais inovadoras e orientadas para o cliente;

- 2015 - Sediada no Brasil, a Azza, que trabalha na área da comunicação, torna-se parceira da PDMFC. A empresa promove o desenvolvimento do seu negócio através de um capitalismo consciente e, dentro desta lógica, marcou presença no evento global CEO Summit 2016 nos Estados Unidos. Fundiu-se, posteriormente, com a agência Babel, passando a ser Babel-Azza;

- 2016 - A Scope Invest passa a integrar o Grupo PDM. A empresa tem como foco encontrar soluções respeitantes a incentivos em diferentes áreas, potenciando as organizações a conseguir determinados financiamentos nacionais e europeus;

- 2016 - A ZPX, que tem como principais áreas de atuação os Jogos e os Jogos Sérios, trabalhando fortemente na área de Gamification, junta-se ao Grupo PDM;

- 2016 - A MyFarm lança um projeto que permite dignificar o pequeno produtor agrícola, onde, a partir de uma plataforma online - adelaide.farm - o consumidor final poderá comprar produtos agrícolas e gerir a sua própria Horta Virtual. Esta empresa, nascida de um projeto de empreendedorismo do Instituto Politécnico de Beja, destaca-se pela marcada orientação social;

- 2016 – Parcerias com a Microsoft e a Oracle, que permitem à PDMFC apostar ainda mais na inovação e ser uma referência de excelência para os seus clientes, disponibilizando soluções customizadas;

- 2017 – Cria-se a MetaSecurity, uma empresa com foco na segurança;

- 2017 – Parceria com a SAPANA.org, uma empresa com forte orientação social, permitindo à PDMFC incorporar a vertente social e sustentável nos seus negócios;

- 2017 - A Sendit Portugal é uma empresa especializada em soluções de Mobile Marketing, contribuindo para uma comunicação multicanal. Oferece soluções inovadoras e cria experiências memoráveis de Marketing Móvel;

- 2019 - Integração da LUSODATA no Grupo PDM. Com uma experiência sólida superior a 40 anos, a empresa destaca-se pelo forte posicionamento de mercado, e pelas suas qualidades ímpares que a tornam numa das principais no setor das Tecnologias de Informação (TI), em Portugal;
- 2021 - Integração da TBA no Grupo PDM. A TBA está no mercado há mais de 30 anos e posiciona-se como um distribuidor especializado em Servidores, Workstations e Storage. Reune as competências necessárias para, não só fazer a distribuição, mas fornecer todo o suporte pré e pós-venda requerido pelos seus clientes/revendedores;
- 2022 - Integração da NovaForensic no Grupo PDM. A experiência superior a 22 anos em investigação criminal e análise forense permite que a empresa se destaque no panorama nacional, principalmente pelas competências a nível informático e forense digital.